# Simulium vittatum
Simulium vittatum es una especie de insecto del género Simulium, familia Simuliidae, orden Diptera.

## Taxonomía
Fue descrita científicamente por Zetterstedt, 1838. Fue publicada en Sectio tertia. Diptera. Dipterologis Scandinaviae, pp. 477-868.